# 法姆里奇鎮區 (伊利諾伊州拉薩爾縣)
法姆里奇鎮區（英語：Farm Ridge Township）是位於美國伊利諾伊州拉薩爾縣的一個行政鎮區。

## 地方資料
根據2010年美國人口普查的數據，法姆里奇鎮區的面積為90.20平方千米，當中陸地面積為90.10平方千米，而水域面積為0.10平方千米。當地共有人口879人，而人口密度為每平方千米9.75人。